# Michał Trestka
Michał Trestka (zm. 1429) – duchowny rzymskokatolicki, dominikanin, uczestnik misji na Litwie. Od 1410 ordynariusz kijowski. Organizował życie religijne w diecezji i wspomagał klasztor bożogrobców w Żarnowcu.
Był sygnatariuszem aktu unii horodelskiej 1413 roku. 